# Santa Fé (Argentina)
Santa Fe de la Vera Cruz é a capital da província de Santa Fé e a nona cidade mais populosa da Argentina. Está localizada na região centro-leste do país, às margens da lagoa Setúbal, do Rio Santa Fé e do Rio Salado. 

## Etimologia
Existem diferentes versões sobre a origem do nome da cidade. Segundo a professora Catalina Pistone, Santa Fé foi o nome pensado por seu fundador Juan de Garay, em memória dos Reis Católicos, eles queriam exaltar sua Santa Fé Católica diante dos adoradores da Média Luna. Já o renomado historiador Agustín Zapata Gollán atribuíram o nome a um santo francês, chamado Foy (Fé), que era venerado na igreja abacial de Sainte-Foy (França) por toda a Espanha a caminho de Santiago de Compostela.

## História

### Fundação
Santa Fé foi fundada por Juan de Garay em 15 de novembro de 1573 na área da presente Cayastá, que a princípio não foi bom lugar pelo constante ataque de índios, gafanhotos e inundações. Foi então transferida para a sua localização atual em 21 de abril de 1649. 
Em Santa Fé ocorreram fatos de importância histórica, como a assinatura da Constituição Argentina e todas as suas alterações. Assim, a cidade é conhecida como o berço da Constituição. Outro de seus apelidos é o Cordial. 

## Geografia
Localiza-se na região nordeste do país, na fronteira oriental dos Pampas, na confluência do Rio Salado del Norte com a Lagoa de Setúbal , desembocadura do Rio Paraná . Ele sobe para475 km a noroeste de Buenos Aires ea170 km ao norte de Rosário 
É organizada administrativamente em oito distritos que descentralizam-se em 100 bairros. De acordo com o censo de 2010 Santa Fé tem uma população de 415.345 habitantes, e sua área metropolitana totaliza 526.073 habitantes. Ao longo do Grande Paraná formam uma área urbana de mais de 850.000 habitantes, unidos por um túnel através do rio Paraná. 

### Clima
Esta região recebe uma forte influência climática do rio Paraná. No Verão, domina uma massa de ar quente e úmido, com ventos persistentes do ar tropical quente do norte, enquanto que no Inverno uma massa de ar polar que produz resfriamento e congelamento assola a região. A temperatura média anual varia entre 17°C e 21°C.

## Economia
Grande parte da atividade econômica da região passa pelo Porto de Santa Fé, importante equipamento de envio e recebimento de grande quantidade de bens para a região e para o estrangeiro.

## Estrutura urbana

### Educação

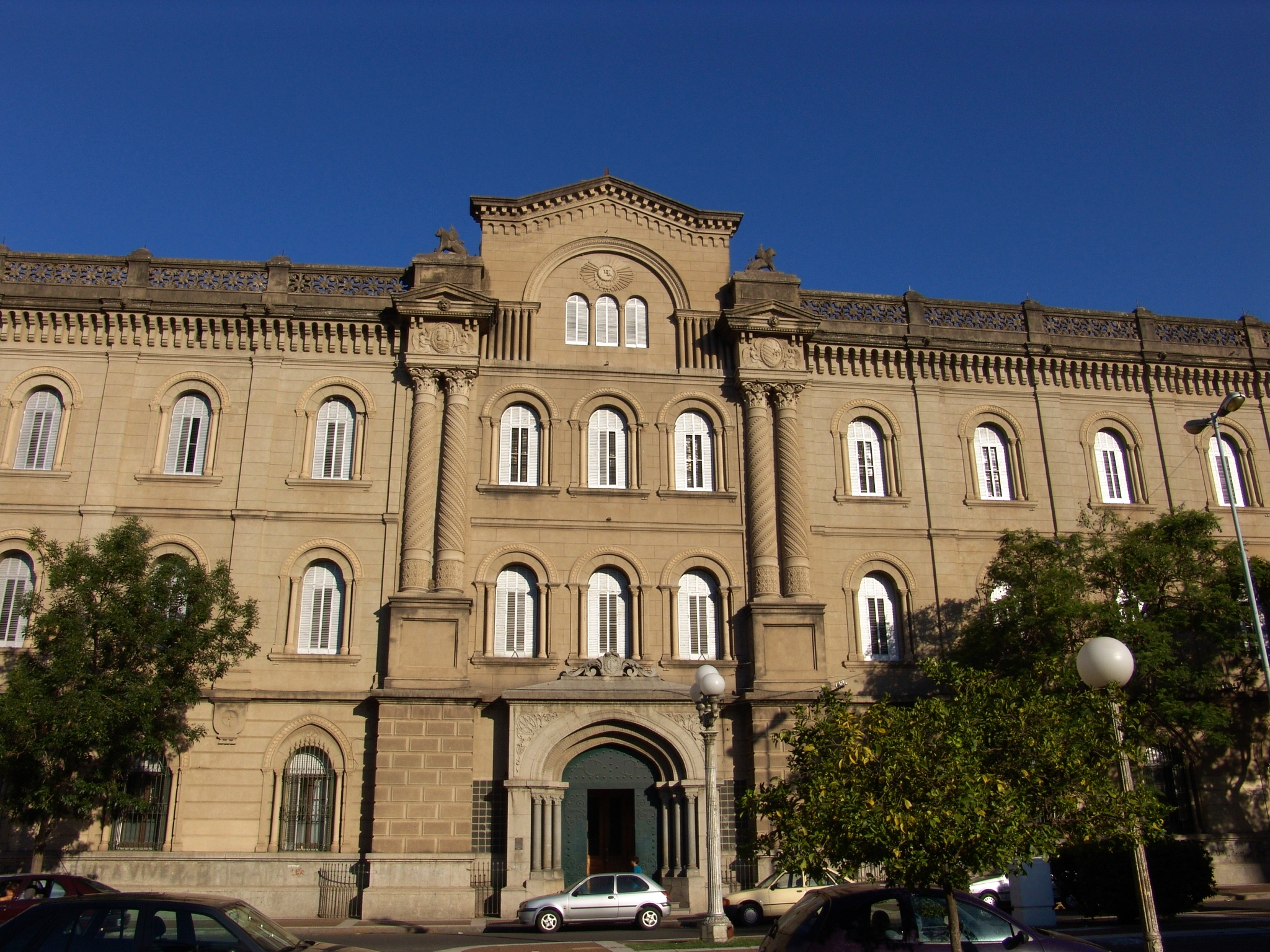
Colégio da Imaculada Conceição fundado pelos jesuítas espanhóis em 1610, neste local Jorge Mario Bergoglio trabalhou como professor

Santa Fé é um centro educacional como poucos na Argentina. Sua história institucional técnica e seus reconhecidos centros acadêmicos tornou-a sede de especialistas de todo o mundo, uma das suas universidades mais reconhecidas é a Universidad Nacional del Litoral. 
O sistema educativo da cidade de Santa Fé está dividido pelos sistemas educativos comuns (inicial, primário, secundário, superior), pelas modalidades (artística, especial e adultos) e outros serviços. Na cidade existem 482 estabelecimentos de ensino, sendo 66% de gestão estadual; e, para 2018, o total de matrículas contempla 153.092 alunos, em todas as suas modalidades, e 11.023 docentes e docentes.

### Museus

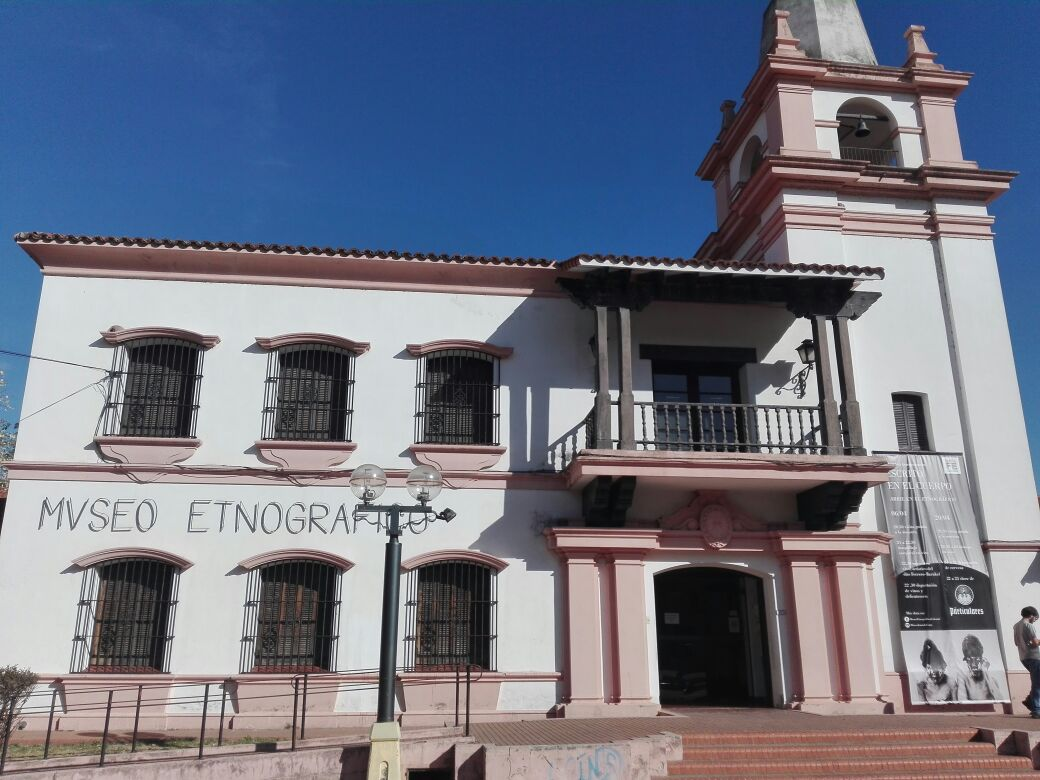
....

Santa Fé abriga o Museu Histórico Provincial Brigadeiro Estanislao López , o Museu Etnográfico e Colonial Juan de Garay , o Museu Provincial de Belas Artes Rosa Galisteo de Rodríguez , o Museu Convento de São Francisco, os Museus Municipais de Artes Visuais, o Museu do Teatro, o Museu Provincial de Ciências Naturais Florentino Ameghino , Museu Casa de Los Aldao, Museu Ferroviário Regional de Santa Fé, Museu UNL de Arte Contemporânea, Museu do Porto, Museu Médico, Museu Judaico Santa Fé Hinenu , Museu Histórico UNL, Museu da Cidade, Museu Malvinas.

### Universidades
É a sede da Universidade Católica de Santa Fé, inaugurada em 1959, e da Universidade Nacional do Litoral , fundada como Universidade Provincial em 1889, e desde 1919 com o nome atual.

## Esporte

### Futebol
Os dois principais clubes esportivos da cidade são o Colón e o Atlético Unión. As equipas de futebol dos dois centros desportivos dividem-se por uma rivalidade antiga na cidade e o jogo que marca o encontro das duas equipas é apelidado de El Clásico Santafesino.

## Cultura
A cidade tem muitas atrações históricas, culturais e turísticas. O Caminho da Constituição é um passeio em lugares onde ele poderia tornar possível a assinatura da Constituição Argentina. A Ponte Suspensa de Santa Fé é um símbolo importante que está no acesso leste na lagoa Setúbal.